# František Antonín II. z Thun-Hohensteinu
František Antonín II. z Thunu a Hohensteinu (počeštěně z Thunu a Hohenštejna, (německy Franz Anton II. von Thun und Hohenstein, celým jménem František de Paula Filip Antonín II. Thun-Hohenstein, uváděn též jako Franz Thun Sohn, / František Thun syn, 13. června 1809 Praha – 22. listopadu 1870 Praha), byl rakouský a český šlechtic z rodu Thun-Hohensteinů, podporovatel umění a politik, v 60. letech 19. století poslanec Českého zemského sněmu.

## Biografie

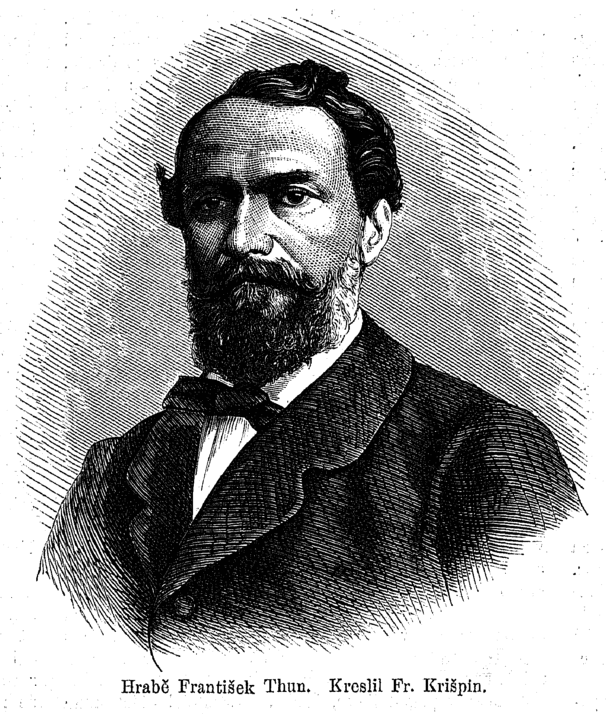
Hrabě František Thun, kresba Františka Krišpína z roku 1867.

Jeho otec byl hrabě František Antonín I. z Thun-Hohensteinu (1786–1873). Bratr Leopold Lev z Thun-Hohensteinu (1811–1888) působil jako český místodržící a rakouský ministr, další bratr Bedřich František z Thun-Hohensteinu (1810–1881) byl diplomatem a politikem. Roku 1846 se František Antonín oženil s Marií Magdalenou Königovou (1810–1899). Žil na rodovém sídle v Děčíně. Měli tři dcery a tři syny. Kvůli mesaliančnímu sňatku s Königovou i dalším rozporům s otcem se František Antonín II. vzdal nástupnických práv pro své potomky.
V mládí působil spolu s otcem na správě panství. V době před rokem 1848 zasedal na původním stavovském zemském sněmu, kde tvořil stavovskou opozici. V roce 1839 se stal vrchním ředitelem pražského ústavu pro chudé a zasloužil se o rozvoj sociální péče v hlavním městě Českého království. Zajímal se o literaturu a umění, byl členem Společnosti vlasteneckých přátel umění a roku 1839 se stal ředitelem, později prezidentem české Krasoumné jednoty. Zasloužil se o vznik profesionální památkové péče. Od konce 30. let provozoval ve svém Thun-Hohenštejnském paláci v Praze umělecký salon, kam zval pražské aristrokraty a umělce. Sám obstojně maloval a kreslil. Zajímala ho rovněž frenologie (dobově populární nauka o souvislosti mezi tvarem lebky a povahovými vlastnostmi lidí).
Během revolučního roku 1848 se zapojil do politického života. V březnu 1848 se stal členem Národního výboru (původně Svatováclavský výbor). Byl jedním ze tří jeho šlechtických členů. Působil taky jako jeden z velitelů Národní gardy. Poté, co se jeho bratr Leopold Lev Thun-Hohensteinu stal ministrem vyučování, nastoupil na jeho rezort jako ministerský rada do vedení referátu umění. Ve funkci vysokého úředníka ministerstva setrval po devět let, do odchodu bratra z čela rezortu.
Po obnovení ústavního života v Rakouském císařství počátkem 60. let 19. století se zapojil i do zemské politiky. V zemských volbách v Čechách v roce 1861 byl zvolen v kurii venkovských obcí (volební obvod Děčín – Benešov – Česká Kamenice) do Českého zemského sněmu. Jako nezávislý kandidát. Byl rovněž členem zemského výboru, kde setrval po celé šestileté funkční období sněmu. Politicky patřil do frakce konzervativního velkostatku, kterou vedl jeho bratr Leopold Lev Thun-Hohenstein a Jindřich Jaroslav z Clam-Martinic. Šlo o konzervativní a federalistickou formaci, která podporovala české státoprávní požadavky.

### Závěr života a smrt
Po roce 1867 opustil politický život. Věnoval se pak převážně podpoře umění. Předsedal Spolku pro dostavbu chrámu svatého Víta.
Zemřel v listopadu 1870, náhle, bez výraznějších předchozích zdravotních problémů. Příčinou smrti byla mrtvice.

## Zajímavost – Antonín a Josef Mánes u hraběte Thuna

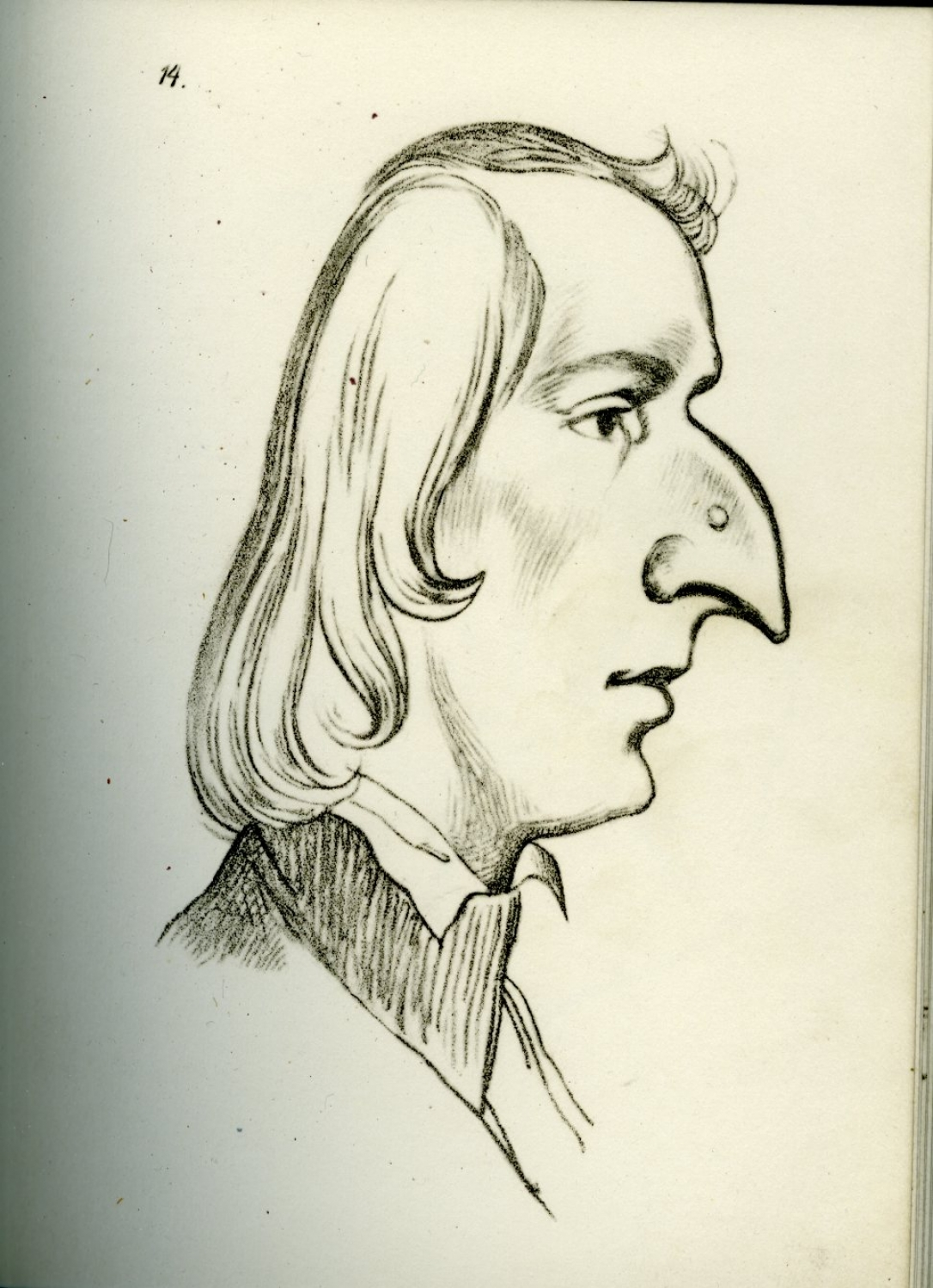
Engelbert Seibertz: Karikatura Josefa Mánesa

V letech 1842-43 docházel na setkání umělců na nedělních večerech pořádaných hrabětem Thunem německý malíř a karikaturista Engelbert Seibertz. Karikatury, které zde vytvořil, vyšly knižně v roce 1928 v pražském nakladatelství Láďa Ehrlich a Ota Lebenhart. Na nich mezi jiným zobrazil i Antonína a Josefa Mánese, kteří se večerů též zúčastňovali.
František Kožík zachytil v životopisném románu Josef Mánes fiktivní setkání Engelberta Seibertze a Josefa Mánese na večeru umělců u hraběte Thuna, kde vznikla i Mánesova karikatura. Seibertz zde měl vyslovit názor, že Mánes je velmi podobný Ferenci Lisztovi.